# Wz. 35 (Súng trường chống tăng)
Karabin przeciwpancerny wzór 35 (Viết tắt là kb ppanc wz. 35 hay Wz. 35 - "Súng trường chống tăng kiểu năm 1935") là súng trường chống tăng do Ba Lan thiết kế chế tạo. Súng xuất hiện lần đầu tiên trong cuộc Chiến tranh vệ quốc năm 1939 của người Ba Lan.

## Lược sử phát triển

### Đạn
Cuối thập niên 20, Bộ tổng tham mưu Ba Lan bắt đầu thiết kế một vũ khí chống tăng trang bị cho bộ binh. Năm 1931, trung tá Tadeusz Felsztyn thuộc Viện Công nghệ Khí tài - Thủ đô Warsaw thử nghiệm một số đạn cỡ nhỏ. Đạn của Đức được chọn vì có khả năng xuyên tốt nhất. Nhà máy Đạn Quốc gia (Thị trấn Skarżysko-Kamienna) được lệnh tiến hành phát triển đạn 7.92 mm mới có sơ tốc trên 1,000 m/s. Sau một chuỗi thử nghiệm, đạn DS mới đã được chấp nhận.

### Súng
Ngay sau khi đạn ra đời, Józef Maroszek - một sinh viên trẻ tốt nghiệp Đại học Công nghệ Warsaw được thuê thiết kế súng. Ngày 1 tháng 8 năm 1935, Hội đồng Vũ khí Trang bị Ba Lan chính thức đưa ra đề nghị cho ông, và đến tháng 10 cùng năm, khẩu súng được đem ra thử nghiệm lần đầu tiên.
Những cuộc thử nghiệm đầu tiên tại Brześć và Pionki cho thấy hỏa lực của súng có thể xuyên 15 mm thép ở cự li 300 m, góc chạm 90 độ, đối với tấm thép nghiêng cũng cho kết quả tương tự. Ban đầu độ bền nòng súng chỉ có thể duy trì đến 30 phát bắn, sau đó phải được thay thế bằng nòng mới. Tuy nhiên, nhược điểm này nhanh chóng được khắc phục và mẫu thử nghiệm cuối cùng có thể chịu được khoảng 300 phát bắn. Tháng 11 năm 1935, Hội đồng chấp nhận thiết kế mới, và đến tháng 12 cùng năm, Bộ Quân vụ yêu cầu chuyển giao 5 khẩu súng, 5,000 viên đạn và một lô nòng cho các thử nghiệm mới.
Sau các cuộc kiểm tra được thực hiện bởi Trung tâm Huấn luyện Bộ binh tại thành phố Rembertów chứng minh tính hiệu quả và độ tin cậy của kbk ppanc wz.35, Bộ đã yêu cầu 7,610 súng phải được chuyển giao cho Quân đội Ba Lan vào cuối năm 1939. Không biết chính xác có bao nhiêu khẩu súng đã được sản xuất, nhưng người ta thường ước tính rằng đến tháng 9 năm 1939 hơn 6,500 khẩu đã được chuyển giao cho quân đội ba Lan trước khi nước này bị Đức chiếm đóng.

## Lược sử tham chiến và bí mật quân sự
Súng là vũ khí chống tăng bộ binh chủ lực của Quân đội Ba Lan, được sử dụng rất rộng rãi để chống lại thiết giáp Đức năm 1939. Mỗi đại đội bộ binh và kị đội kị binh Ba Lan được trang bị 3 khẩu, mỗi khẩu do 2 binh sĩ phụ trách. Các tổ chống tăng bổ sung được thành lập trong giai đoạn sau đó. Tuy nhiên, súng vẫn là bí mật quân sự, được giữ trong các hòm kín được dập số hiệu và dòng cảnh báo "Cấm mở; thiết bị giám sát."
Các tổ chống tăng được đào tạo tại các cơ sở quân sự bí mật bắt đầu vào Tháng Bảy năm 1939, ngay trước khi chiến tranh nổ ra. Họ phải tuyên thệ bảo vệ bí mật.
Sau khi Ba Lan thất thủ, Quân đội Đức thu được một số lượng lớn Wz.35 và đặt tên mới cho súng: "Panzerbüchse 35 (polnisch)" (viết tắt là "Pz.B.35(p)"). 600 khẩu được quân Đức sử dụng trong cuộc xâm lược Bỉ, Hà Lan và Pháp năm 1940. Một số súng được Đức cải tiến sử dụng đạn xuyên 7.92x94mm của súng trường chống tăng Pz.B.38/39. Phiên bản này đạt sơ tốc 1,297 m/s.
Quân đội Ý mua của Đức 800 khẩu Wz. 35 năm 1940 và cũng đặt cho súng một cái tên Ý: "fucile controcarro 35(P)." Súng được Quân đội Ý sử dụng tới khi kết thúc chiến tranh. Cả hai cái tên này có thể dịch gần đúng là "Súng trường chống tăng 35(Ba Lan)."
Đầu năm 1940, một khẩu Wz. 35 bị cưa bỏ báng và nòng, do nữ điệp viên Krystyna Skarbek và các cộng tác viên người Ba Lan bị bí mật vận chuyển ra khỏi đất nước này qua dãy núi Tatra tới Hungary cho Quân đồng minh. Tuy nhiên súng không bao giờ được Quân đồng Minh chế tạo, vì các bản thiết kế và thông số kỹ thuật đã bị người Ba Lan tiêu huỷ trong cuộc Chiến tranh vệ quốc năm 1939, để tiến hành kỹ thuật đảo ngược sẽ phải tiêu phí rất nhiều thời gian.

## Cơ cấu hoạt động, tính năng kĩ chiến thuật
Wz. 35 là súng trường chống tăng cỡ nòng nhỏ, lên đạn thủ công, bắn phát một, khóa nòng xoay hai tai khóa. Súng dựa trên thiết kế của súng trường Mauser với máy súng được thiết kế để bắn đạn xuyên chống tăng 7.92x107mm DS và nòng dài, dày hơn. Nòng súng có bộ phận tản giật làm giảm sức giật phản hồi khi bắn. Báng kiểu súng trường truyền thống không có đệm đế. Giá súng hai chân để tăng độ ổn định khi ngắm bắn. Wz. 35 là loại nhẹ nhất trong số các súng trường chống tăng.
Tổ chống tăng hai người được trang bị một khẩu Wz. 35. Xạ thủ là tổ trưởng, người còn lại hỗ trợ và yểm hộ cho xạ thủ. Súng thường được bắn ở tư thế nằm có giá súng, tuy nhiên vẫn có thể bắn ở các tư thế khác như quỳ hoặc nằm không có giá súng.

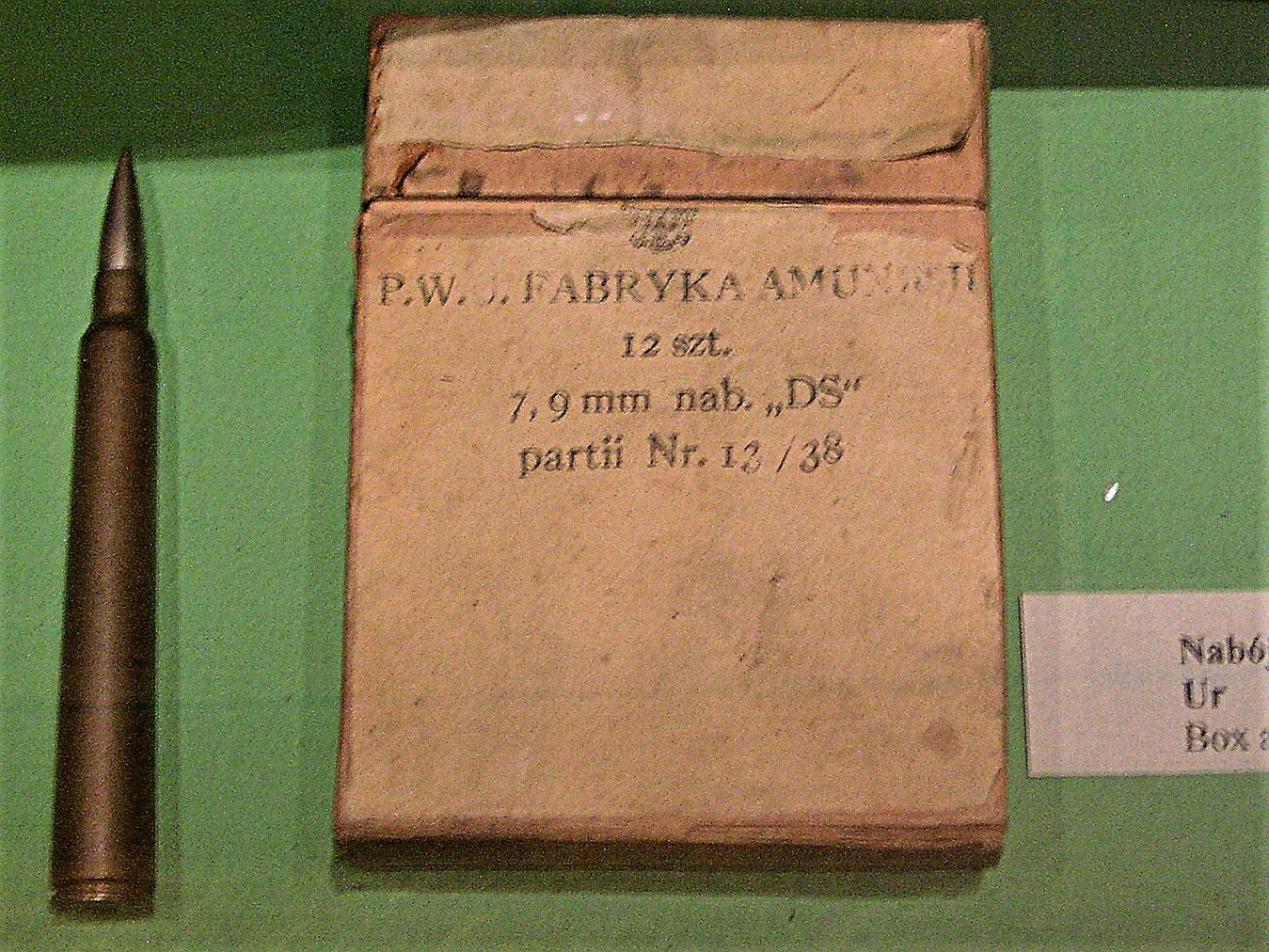
Đạn xuyên chống tăng 7.92x107mm DS và hộp bìa bảo quản chứa 12 viên.

Đạn 7.92x107mm DS được thiết kế dựa trên đạn tiêu chuẩn 7.92 mm của súng trường Mauser. Vỏ đạn rất dài và mỏng, dáng côn có rãnh móc đạn. Vành đế vỏ đạn và thành rãnh trước nghiêng. Ban đầu, vỏ đạn làm bằng đồng, nhưng sau vài thử nghiệm chuyển sang đồng thau (67% đồng/ 23% kẽm). Viên đạn dài 131.2 mm, nặng 64.25 g.
Đầu đạn đặc biệt hơn so với đạn xuyên thông thường. Thay vì lõi bằng vật liệu cường độ cao như thép cứng hay wolfram có vỏ kim loại mềm, đầu đạn 7.92x107mm DS có lõi chì vỏ thép, nặng 12.8 g. Chìa khóa thành công của kỹ thuật này là đầu đạn bắn tới bề mặt giáp với tốc độ rất cao bị biến dạng, truyền động năng vào tấm giáp, làm một khối đường kính khoảng 20 mm trên tấm giáp (có kích thước lớn hơn cỡ nòng thực tế) đứt gãy tạo thành mảnh vụn bắn vào bên trong cùng viên đạn làm hư hại động cơ hoặc sát thương tổ lái. Vỏ đầu đạn bằng thép làm tuổi thọ của nòng rất ngắn vì nhanh mòn, bắt buộc phải thay nòng sau khi bắn 200 phát. Nếu không, sơ tốc đầu đạn suy giảm rất nhanh.
Khả năng xuyên của Wz. 35 có thể tham khảo bảng dưới đây:
| Cự li | X | Góc chạm | X | Khả năng xuyên |
| ----- | - | -------- | - | -------------- |
| 100 m |   | 90 độ    |   | 33 mm          |
| 300 m |   | 30 độ    |   | 16 mm          |

Súng sử dụng hộp tiếp đạn rời 4 viên.
Súng có hiệu quả đối với mọi loại thiết giáp vào thời điểm 1939 như Panzer I, Panzer II, Panzer III của Đức hay LT-35 và LT-38 của Czech ở khoảng cách 100 m. Ở 400 m, súng có thể tiêu diệt các loại xe bọc thép giáp rất mỏng. Cùng với sự phát triển của thiết giáp, súng và các súng trường chống tăng khác nhanh chóng trở nên lỗi thời.